# まつおか晶
まつおか 晶（まつおか あきら、1974年7月7日 - ）は、日本の女優。福岡県出身。希楽星所属。早稲田大学第一文学部英文学専修卒業。

## 出演作品

### テレビドラマ
- 婚カツ! - #5女性
- 夜光の階段 - #4女中
- ウランを素手で掘った少年たち - 女性の助手
- 不信のとき〜ウーマン・ウォーズ〜 - 公園の主婦
- 御宿かわせみ
- ケータイ刑事銭形愛
- 渡る世間は鬼ばかり - 付き人
- キッズビーン‘s - 折り紙先生 チョットリーナ晶
- おひさま - 出版社の女性
- 車イスで僕は空を飛ぶ - 石井大輔の母親

### 舞台
- TONTON LAND
  - ヤッホーヤッホー
- Heavy chocolate dance&voice
  - それは食べられる
- 幹山組プロデュース
- 天使は瞳を閉じて
- 劇団マグナムブラザーズ
  - 7th「そんな初夜の話」
  - 8th「海賊のカリブ」
  - 9th「ある朝それは突然に」
  - 10th「たんす中の散歩者」
  - 11th「うしみつ時の2人」
  - 12th「誰かが誰かを愛してる」
  - 14th「王子のホテルの25分」
  - 15th「理想の2人」